# Alícia ja no viu aquí
Alícia ja no viu aquí (títol original en anglès Alice Doesn't Live Here Anymore) és una pel·lícula dramàtica de comèdia romàntica nord-americana de 1974 dirigida per Martin Scorsese i escrita per Robert Getchell. Està protagonitzada per Ellen Burstyn com una vídua que viatja amb el seu fill preadolescent pel sud-oest dels Estats Units a la recerca d'una vida millor. Kris Kristofferson, Billy "Green" Bush, Diane Ladd, Valerie Curtin, Lelia Goldoni, Vic Tayback, Jodie Foster, Alfred Lutter i Harvey Keitel apareixen en papers secundaris.
La pel·lícula es va estrenar al 27è Festival de Cannes, on va competir per la Palma d'Or. Va ser estrenada a les sales el 9 de desembre de 1974 per Warner Bros. La pel·lícula va ser un èxit de crítica i comercial, va recaptar 21 milions de dòlars amb un pressupost d'1,8 milions de dòlars. Als 47è Premis de l'Acadèmia, Burstyn va guanyar l'Oscar a la millor actriu, i Ladd i Getchell van rebre nominacions a la millor actriu secundària i al millor guió original.

## Argument
Alice Hyatt, una vídua de 35 anys, recorre diversos indrets dels Estats Units amb el seu fill per trobar feina com a cantant. Després d'haver estat atacada a Phoenix, acaba a Tucson treballant com a cambrera en un restaurant, on troba el seu amor.

## Repartiment
- Ellen Burstyn com a Alice Hyatt (de soltera Graham), una mare soltera vídua que somia en ser cantant professional a Monterey.
  - Mia Bendixsen com a Alice, de 8 anys
- Alfred Lutter com a Tommy Hyatt, el fill preadolescent d'Alice
- Kris Kristofferson com a David, un client habitual de Mel i Ruby's Cafe que esdevé l'interès romàntic d'Alice
- Harvey Keitel com Ben Eberhardt, un home casat i abusador que té una aventura amb Alice a Phoenix
- Lane Bradbury com a Rita Eberhardt, la dona de Ben a qui maltracta físicament
- Diane Ladd com a Florence Jean ("Flo") Castleberry, una cambrera curtida i de llengua aguda al Mel and Ruby's Cafe
- Valerie Curtin com a Vera Gorman, una cambrera tímida i incòmoda del Mel and Ruby's Cafe
- Lelia Goldoni com a Bea, amiga i veïna d'Alice al Socorro
- Vic Tayback com a Mel Sharples, un cuiner de menjar ràpid que té un restaurant a Tucson.
- Jodie Foster com a Audrey, una noia poc femenina amb qui Tommy fa amistat a Tucson.
- Billy "Green" Bush com a Donald Hyatt, el marit d'Alice, que mor en un accident de trànsit al començament de la pel·lícula.
- Harry Northup com el cambrer de Joe & Jim

El director Martin Scorsese fa una aparició com a client al restaurant de Mel, i la filla de Diane Ladd, la futura actriu Laura Dern, apareix com una nena menjant un cucurutxo de gelat.

## Producció
Ellen Burstyn encara estava enmig del rodatge de L'exorcista quan els executius de Warner Bros. mostraren interès a col·laborar amb ella en un altre projecte. Burstyn va recordar: "Va ser al començament del moviment de la dona, i tots ens vam despertar i vam examinar el patró de les nostres vides i vam desitjar que fos diferent ... Volia fer una pel·lícula diferent. Una pel·lícula des del punt de vista d'una dona, però una dona que vaig reconèixer, que vaig conèixer. I no només jo, sinó els meus amics, el que estàvem passant tots en aquell moment. Així que el meu agent va trobar Alícia ja no viu aquí ... Quan el vaig llegir em va agradar molt. El vaig enviar a Warner Bros. i van acceptar fer-ho. Llavors em van preguntar a qui volia per la direcció. Vaig dir que no ho sabia, però volia algú nou, jove i emocionant. Vaig trucar a Francis Coppola i li vaig preguntar qui era jove i emocionant i em va dir: "Vés a mirar una pel·lícula anomenada Mean Streets i mira què en penses". Encara no s'havia estrenat, així que vaig reservar una projecció per veure'l i vaig sentir que era exactament el que ... Alícia necessitava, perquè [era] un guió meravellós i ben escrit, però pel meu gust era massa elegant. Ja saps, en el bon sentit, en una mena de Doris Day, Rock Hudson. Volia alguna cosa una mica més dura."
El paper d'Alícia va ser ofert a Shirley MacLaine. MacLaine va rebutjar el paper. MacLaine va admetre en una entrevista del 2005 que lamentava aquesta decisió.
El director de càsting de Scorsese va fer proves amb 300 nois per al paper de Tommy abans de descobrir Alfred Lutter. "Vaig conèixer el nen a la meva habitació d'hotel i era una mica tranquil i tímid", va dir Scorsese. Però quan el va emparellar amb Burstyn i li va suggerir que es desviés del guió, es va mantenir. "En general, quan improvisàvem amb els nens, o bé es congelaven i miraven cap avall o tornaven directament al guió. Però aquest nen, no el podies callar".
La pel·lícula es va rodar en locals principalment a Tucson i als voltants, però algunes escenes es van rodar a Amado, Arizona i Phoenix. Un Mel's Diner encara existeix a Phoenix.
El títol de la pel·lícula s'inspira en una cançó dels anys 1930, l'estil de l'obra ressenyada barreja tota mena de gèneres de Hollywood: comèdia, musical, melodrama.
La pel·lícula ha donat peu a la sèrie de televisió Alice. Creada per Robert Getchell (guinista de la pel·lícula) i emesa des del 1976 fins al 1985, la sèrie manté només una part del repartiment original de la pel·lícula. Vic Tayback va reinterpretar per les nou temporades el paper de Mel, Diane Ladd va interpretar el paper de Belle en diversos episodis de la cinquena temporada (el paper de Flo va ser interpretat per Polly Holliday) mentre Alfred Lutter feia el paper de Tommy només a l'episodi pilot, i després va ser reemplaçat per Philip McKeon. El paper d'Alice i Vera van ser assignats, respectivament, a Linda Lavin i Beth Howland.

## Premis
- BAFTA a la millor pel·lícula
- Oscar a la millor actriu secundària per Ellen Burstyn